# В каземате
«В каземате» (укр. В казематі) — цикл стихотворений Тараса Шевченко, написанных, кроме стиха «Вспомни, братия моя», в каземате «Третьего отдела» в Петербурге во время следствия над участниками Кирилло-Мефодиевского братства в течение 17 апреля-30 мая 1847 года.

## Стихи цикла
В каземате было написано тринадцать стихов:
1. «Ой одна я, одна»;
2. «За оврагом овраг»;
3. «Мне всё равно»;
4. «Не бросай мать! — говорили»;
5. «Чего ты ходишь на могилу?»;
6. «Ой три пути широких»;
7. «Н. Костомарову»;
8. «Вишнёвый садик возле хаты»;
9. «Не спалось, — а ночь, как море»;
10. «Рано утром новобранцы»;
11. «Неволя тяжело, хотя и воли»;
12. «Сойдёмся ли мы снова?»;
13. «Косарь» (названия представлены под редакцией в «Большей книжке»).

Первоначальный вариант этих произведений — в отдельном автографе (хранится в институте литературы имени Тараса Шевченко АН Украины). Весь цикл Шевченко переписал в «Малой книжке» в Орской крепости, добавив как запев стихотворение «Вспомни, братия моя». В «Большую книжку» поэт внёс цикл в Москве 18 марта 1858 года, добавив к нему названия и посвящения «В каземате… Моим соузникам посвящаю». Стих «Не спалось, — а ночь, как море» в «Большой книжке» не переписан.

## Публикация
В течение 1858-1867 годов все стихи цикла были опубликованы в различных изданиях. Казематным циклом начинается новый период творчества Тараса Шевченко — от ареста 1847 года до освобождения из ссылки.

## Характер и художественные особенности цикла
В цикле — размышления, настроения, жизненные наблюдения Шевченко, характерные и для последующих стихов данного периода. Здесь впервые появляются невольные мотивы, в которых тоска по родине сочетается с утверждением несокрушимости убеждений и взглядов поэта. По жанровым формам цикл — лирические медитации, аллегории, идиллии, вариации на народные мотивы, романтические баллады, стихотворные диалоги и т. д.